# استفان لیه
استفان لیه (انگلیسی: Stephan Leyhe؛ زادهٔ ۵ ژانویهٔ ۱۹۹۲) اسکی‌باز پرش اهل آلمان است.